# مايكل سايلور
مايكل سايلور (من مواليد 4 فبراير 1965) هو رجل أعمال أمريكي ومدير تنفيذي، شارك في تأسيس وقيادة شركة مايكرو أستراتيجي، وهي شركة توفر ذكاء الأعمال وبرامج الأجهزة المحمولة وخدمات الحوسبة السحابية، وهو أيضًا الوصي الوحيد لأكاديمية سايلور، التي توفر التعليم المجاني عبر الإنترنت، مُنحت الأكادمية 31 براءة اختراع في عام 2016، ولديها 9 طلبات إضافية قيد المراجعة.

## حياته
ولد سايلور في لينكولن بولاية نبراسكا في 4 فبراير 1965، وقضى سنواته الأولى في قواعد القوات الجوية الاميركية، لان والده كان رئيسًا برتبة رقيب في القوات الجوية، عندما كان سايلور في الحادية عشرة من عمره استقرت عائلته في فيربورن، أوهايو، بالقرب من قاعدة رايت باترسون الجوية.

## أكاديمية سايلور
أسس مؤسسة سايلور (التي سميت لاحقًا أكاديمية سايلور ) في عام 1999، تم إطلاق موقع Saylor.org في عام 2008 كمبادرة تعليمية مجانية للأكاديمية.

## تاريخ
في يناير 2024 بدأ مايكل سايلور ، المؤسس المشارك في شركة "مايكروستراتيجي" للبرمجيات، في بيع حصة من الأسهم تناهز 216 مليون دولار، بعدما ساهم في تحويلها إلى أكبر شركة متداولة بالبورصة تمتلك حيازات من عملة"بتكوين" المشفرة.
ووفقاً لبلومبرغ جرى الاستحواذ على 315 ألف سهم عبر عقود خيارات، بحسب إفصاح قُدم اليوم. وأوضح متحدث باسم "مايكروستراتيجي" أن الشركة أعلنت في السابق عن خطة بيع سايلور ما يصل إلى 400 ألف سهم خلال الفترة من 2 يناير وحتى 26 أبريل من 2024.

## روابط خارجية
- موقع مايكل سايلور الرسمي